# Xirokástellon
Xirokástellon (Xirokastello) är en ort i Grekland.   Den ligger i prefekturen Nomós Zakýnthou och regionen Joniska öarna, i den sydvästra delen av landet, 240 km väster om huvudstaden Aten. Xirokástellon ligger 1 meter över havet och antalet invånare är 226. Den ligger på ön Zakynthos.
Terrängen runt Xirokástellon är huvudsakligen platt, men den allra närmaste omgivningen är kuperad. Havet är nära Xirokástellon åt sydost.  Närmaste större samhälle är Zákynthos, 6,0 km nordväst om Xirokástellon. 